# 笠間氏
笠間氏（かさまし）は、日本の氏族。常陸国の笠間城を根拠としていた武士団が著名である。

## 宇太笠間連
宇太笠間連は大和国宇陀郡笠間を拠点としていた、連（むらじ）の姓（かばね）古代の氏族。『先代旧事本紀』「天孫本紀」の中に「宇太笠間連祖大幹命」という名前が見える。

## 大和の笠間氏
古代史族の宇太笠間連の子孫と思われる大和国の笠間氏である。『正倉院文書』天平勝宝4年（752年）充厨子彩色帳に「笠間家足」という名前が記述されている。
また戦国時代には笠間定輔という人物が大和にいたとされる。

## 常陸笠間氏
下野宇都宮氏の一族である塩谷朝業の子・笠間時朝を祖としている。時朝は常陸国笠間郡12ヶ郷を領し、初めて「笠間」を名乗った。時朝は武人としてだけでなく、和歌にも優れ、浄土宗に深く帰依した。
3代目の笠間盛朝以降の系譜は判然としないが、室町時代初頭の当主は笠間家朝（長門孫三郎を称する）で、笠間12ヶ郷のうち石井郷の半分が鎌倉府の御料所であったことから、家朝と次の代の宗朝は鎌倉公方に従って室町幕府の支援で鎌倉府に抵抗を続けていた宇都宮氏宗家と対立した。ところが、15世紀後半になると宇都宮氏宗家の求心力が高まり、笠間氏もこれに従って従来通字として「朝」の字を用いていたのを改め、宇都宮氏を烏帽子親として「綱」の字を与えられることになる（ただし、戦国時代中期の当主であった笠間高広は元服期に宇都宮尚綱戦死後の混乱下にあったために一字を受けていない）。
15世紀末の当主とみられる笠間資綱は宇都宮氏に対して陰謀を企てたことが露見して出奔し、重臣の寺崎氏らが宇都宮氏に庇護を求めている。高広の子と推定される笠間綱家の代の天正12年（1584年）に同じ宇都宮家中の益子氏と争い、天正15年（1587年）になってようやく主君である宇都宮国綱に対して謝罪の起請文を提出している。
通説では、天正18年（1590年）の豊臣秀吉による小田原征伐の際に笠間綱家が後北条氏に加担したため、宇都宮国綱に滅ぼされたとされているが、宇都宮国綱が佐竹義宣とともに秀吉に拝謁した際に随行した宇都宮氏の重臣の中に笠間綱家も含まれていることが佐竹氏の記録から判明しており、後北条氏への加担は事実ではない。恐らく、笠間氏は先の益子氏との争いなどで反抗的だと宇都宮氏に見なされて滅ぼされたと考えられている。なお、笠間領の処分には秀吉の重臣である増田長盛も関与しており、宇都宮国綱が豊臣政権の許可を得て笠間氏を滅ぼしたことがうかがえる。
その他に桓武平氏大掾氏流多気氏から分かれた村岡氏の支流も存在する。

## 安芸笠間氏
鎌倉時代に下野国から安芸国に下向した栗栖氏を祖とする。戦国時代になると栗栖氏の一族であった幸信・幸親兄弟が栗栖の名字を捨て、笠間を名字とした。兄弟は吉川氏傘下の国人領主として活動し、笠間兄弟のいずれか、もしくは子の世代と思われる笠間刑部少輔は吉川経基の娘を妻とし、後に毛利豊元の庶子である元鎮を養子としている。

## 筑前笠間氏
大蔵姓高橋氏庶流の種益が笠間を名字としたことに始まる。